# Macintosh Performa
I Macintosh Performa sono una serie di computer sviluppati da Apple per il mercato domestico, presentati nel 1992 e ritirati nel 1997, quando furono sostituiti dagli iMac.

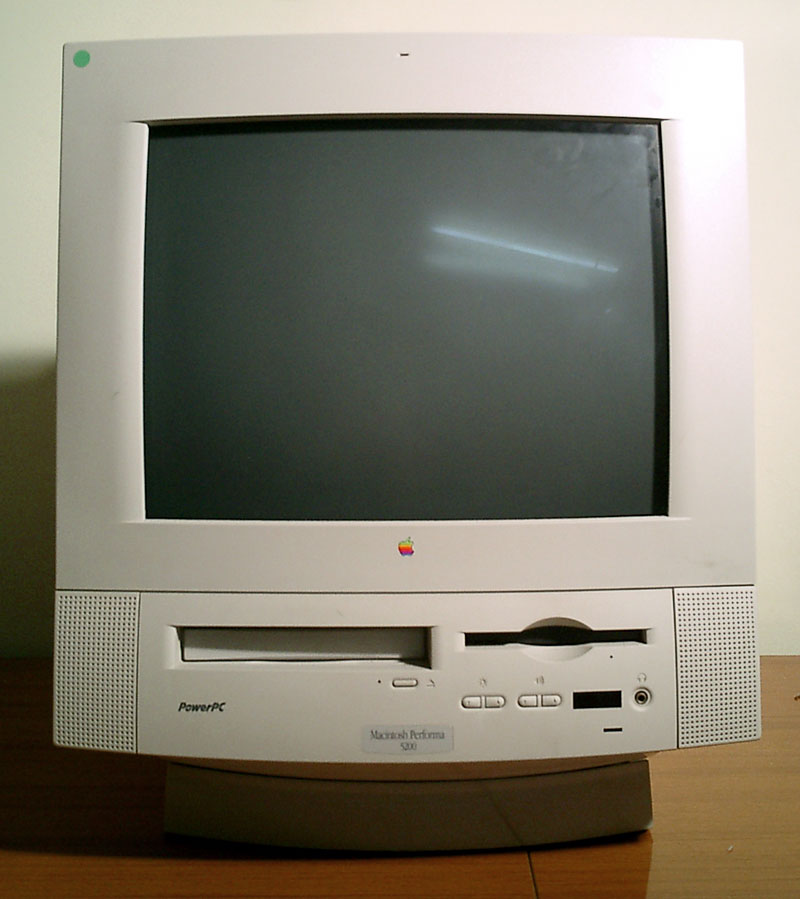
Un Macintosh Performa 5200

La serie venne introdotta nel 1992 con il Performa 200, che era sostanzialmente un Macintosh Classic II rinominato. Quasi ogni computer della serie Macintosh LC ebbe una sua versione Performa, e anche il Power Macintosh 6100 venne venduto come Performa.
I computer venduti come Performa si differenziavano dagli altri computer perché veniva incluso del software applicativo normalmente venduto separatamente. Il software incluso normalmente era il ClarisWorks, alcuni giochi preinstallati e una versione semplificata del sistema operativo. La versione Performa introduceva alcune innovazioni che sono state assorbite in seguito dal sistema operativo. Dalla versione 7.5 del Sistema operativo i Performa sono supportati direttamente e quindi non serve più una versione speciale.
Nei primi anni 90 Apple cercò di vendere al dettaglio i Performa ma con scarso successo, inizialmente mancavano demo valide che esaltassero le caratteristiche delle macchine e comunque molti dei negozianti trascuravano i Performa concentrandosi sugli IBM-compatibili. Infatti non era raro trovare i Performa spenti o non funzionanti per la mancanza del mouse.
Di tutti i performa solo il Performa 6360 e il Performa 6400 (anche se questo venne venduto in seguito come Power Macintosh 6400) sono delle macchine originali, tutti gli altri modelli sono dei computer di altre linee rimarchiati, Infatti se si preme sui modelli si accede alla scheda del computer originale.

## Lista Modelli
- Performa 200
- Performa 250
- Performa 275
- Performa 400
- Performa 405
- Performa 410
- Performa 430
- Performa 4400
- Performa 450
- Performa 460
- Performa 466
- Performa 467
- Performa 475
- Performa 476
- Performa 5200CD
- Performa 5210CD
- Performa 5215CD
- Performa 5220CD
- Performa 5260CD
- Performa 5270CD
- Performa 5300CD
- Performa 5320CD
- Performa 5400CD
- Performa 5410CD
- Performa 5420 (black case)
- Performa 5420CD
- Performa 5430CD
- Performa 5440CD
- Performa 550
- Performa 560
- Performa 575
- Performa 576
- Performa 577
- Performa 578
- Performa 580CD
- Performa 588CD
- Performa 600/600CD
- Performa 6110CD
- Performa 6112CD
- Performa 6115CD
- Performa 6116CD
- Performa 6117CD
- Performa 6118CD
- Performa 6200
- Performa 6205CD
- Performa 6210CD
- Performa 6214CD
- Performa 6216CD
- Performa 6218CD
- Performa 6220CD
- Performa 6230CD
- Performa 6260CD
- Performa 6290CD
- Performa 630
- Performa 6300CD
- Performa 630CD
- Performa 6310CD
- Performa 631CD
- Performa 6320
- Performa 635CD
- Performa 636
- Performa 6360
- Performa 636CD
- Performa 637CD
- Performa 638CD
- Performa 6400
- Performa 640CD